# Universo Acelerado
Universo Acelerado és un grup de música rock barceloní format pels germans Israel Mariscal i Abel Mariscal, i Nathan Villafranca. Els tres components mantenien una relació d'amistat abans de decidir formar el grup. El grup català va ser finalista del concurs musical EuroDemo, convocat per la Fundació Santander 2016 i MySpace, en la categoria de millor formació de pop rock d'Europa sense contracte discogràfic. Universo Acelerado també va ser finalista al concurs Idolatrina organitzat per TriNa.

## Membres
- Israel Mariscal Veu i guitarra rítmica
- Abel Mariscal Guitarra i cors
- Nathan Villafranca Baix

## Discografia

### Àlbums d'estudi
- Una salida (2008)

1. Tal Vez
2. Entre Tu y Yo
3. Cambio De Planes
4. Siempre Estare
5. Tan Arrepentida
6. Una Salida
7. Mirada Artificial
8. Extrano
9. Campos De Fresas
10. Si No Estas
11. Asfalto De Cristal
12. A Contrarreloj

- El aguafiestas (2011) (EP)

1. El aguafiestas
2. Antes de caer
3. La caja de los truenos
4. Nuestras canciones
5. Agnosia
6. El aguafiestas Mix

### Singles
- El aguafiestas (2011)

### Col·laboracions musicals
- Universo Acelerado i Lucas Masciano - El aguafiestas (2011)